# Cliff Balsom
Clifford Gene „Cliff“ Balsom (* 25. März 1946 in Torquay) ist ein ehemaliger englischer Fußballspieler.

## Karriere
Balsom spielte bereits 1960 noch während seiner Schulzeit als linker Verteidiger für die dritte Mannschaft von Torquay United. Nach seiner Schulzeit kam Balsom 1961 als Apprentice (dt. Auszubildender) zu Torquay United und musste auch mehrfach in der dritten Mannschaft als Torhüter aushelfen. Im Oktober 1962 brach er eine Ausbildung im Baugewerbe ab, um bei Torquay zum „Auszubildenden mit Profivertrag“ aufzusteigen, zu diesem Zeitpunkt spielte er bereits regelmäßig für die Reservemannschaft in der Western League. Erstmals für die erste Mannschaft des Klubs trat er im Oktober 1963 im Abschiedsspiel für Don Mills in Erscheinung. Mit John Rossiter bildete er gegen eine Auswahl aus Spielern von Plymouth Argyle und Swindon Town das Verteidigerpaar.
Nach dem verletzungsbedingten Ausfall des Stamm-Linksverteidigers George Allen kam Balsom 17-jährig im Januar 1964 unter Trainer Eric Webber zu seinem Pflichtspieldebüt für Torquay. Im Spiel der Football League Fourth Division gegen York City (Endstand 1:1) schränkte er den Wirkungskreis seines Gegenspielers, des irischen Nationalspielers Noel Peyton, wirkungsvoll ein und wurde von Trainer Webber lobend erwähnt. Wenige Tage später spielte er auch im Halbfinale um den Devon Professional Cup gegen Plymouth Argyle, anlässlich der der 1:3-Niederlage urteilte die Presse: „er zeigte Potenzial, hatte aber oft Geschwindigkeitsdefizite gegenüber Dave Corbett auf dem linken Flügel.“ Bis Ende der Saison 1963/64 folgten für Balsom noch drei weitere Ligaeinsätze in der Abwehrreihe.
Im Sommer 1964 wechselte der 18-jährige Linksverteidiger für eine Ablöse von 4000 £ zu Swindon Town. In Swindon kam er unter Trainer Bert Head in der in der Second Division spielenden Profimannschaft hinter dem etatmäßigen Linksverteidiger John Trollope, der sich mitten in einer bis August 1968 andauernden Serie von 368 aufeinanderfolgenden Pflichtspielen befand, nicht zum Zug. In der dritten Mannschaft des Klubs wurde er auch auf der Mittelstürmerposition aufgeboten. Bereits nach einem Jahr und dem Zweitligaabstieg des Klubs verließ er Swindon wieder.
Balsom kehrte als Probespieler für zwei Monate zu Torquay zurück, der neue Trainer Frank O’Farrell sah aber von einer Verpflichtung ab und Balsom verließ den Klub im September 1965 erneut. Wenig später stand er als Mittelstürmer im Aufgebot des von Eric Webber trainierten Klubs Poole Town, der in der Southern League spielte. Balsom gehörte, in den folgenden Jahren wieder als Abwehrspieler aufgeboten,  bis 1970 dem Klub an. Während in der Liga das beste Abschneiden Platz 16 (von 22 Mannschaften) darstellte, erreichte man im FA Cup 1966/67 die erste Hauptrunde. Beim Drittligisten Queens Park Rangers scheiterte man aufgrund dreier Treffer von Rodney Marsh mit 2:3. Im Sommer 1970 wechselte er innerhalb der Southern League eine Spielklasse tiefer zu Salisbury, bereits im Januar 1971 zog er aber in die Western League zum FC Glastonbury weiter. Zum Saisonende im Mai 1971 wurde sein Vertrag vereinsseitig nicht verlängert.
Im November 1993 nahm er an einem Ehemaligen-Treffen von Torquay United teil.